# Conseil insulaire de Formentera
Plaça de la Constitució, 1
07860 Sant Francesc Xavier, Formentera.
Le Conseil insulaire de Formentera (en catalan : Consell Insular de Formentera) ou de manière abrégée Conseil de Formentera (en catalan : Consell de Formentera) est une institution de gouvernement de l'île de Formentera dans les îles Baléares.

## Historique
Le Conseil insulaire a été créé en 2007 lors de l'approbation du nouveau statut d'autonomie des îles Baléares de 2007. Il a succédé au Conseil insulaire d'Ibiza et de Formentera qui avait été institué officiellement lors de l'adoption du statut d'autonomie des îles Baléares de 1983.
Son fonctionnement est réglementé par la loi des conseils insulaires et la législation du régime local, et ses compétences dérivent du statut d'autonomie et des compétences d'une députation provinciale dont il constitue une forme insulaire.
L'île de Formentera étant constituée officiellement d'une seule commune, le conseil insulaire de Formentera constitue en même temps le conseil municipal de la commune de Formentera.

### Sources
- (ca) Cet article est partiellement ou en totalité issu de l’article de Wikipédia en catalan intitulé « Consell de Formentera » (voir la liste des auteurs).